# Yes I Smoke Crack
Yes I Smoke Crack är Salems debut-EP, utgiven 2008 på Acéphale Records. Den blev slutsåld innan utgivningen. Pitchfork Media recenserade EP-skivan och gav den 6.1/10 i betyg.

## Låtlista
| Nr | Titel     | Längd |
| -- | --------- | ----- |
| 1. | Redlights | 3:38  |
| 2. | Snakes    | 2:21  |
| 3. | Deepburn  | 2:29  |
| 4. | Dirt      | 3:21  |